# Hipponix antiquatus
Hipponix antiquatus là động vật thân mềm chân bụng sống ở biển trong họ Hipponicidae, the hoof snails.